# HD 35295
HD 35295，又名BD+34 1031，SAO 57999、HR 1779，是一颗恒星，视星等为6.55，位于銀經172.68，銀緯-0.44，其B1900.0坐标为赤經5h 18m 34s，赤緯+34° -0.44′ 51″。